# Murchisonella columna
Murchisonella columna (Hedley, 1907) è un piccolo mollusco gasteropode marino della famiglia Murchisonellidae.

## Descrizione
Questa specie ha una conchiglia molto piccola (0,7 - 1,6 mm), fragile, cilindro-conica, traslucida, con una scultura costituita da finissime strie spirali.

## Distribuzione e habitat
Murchisonella columna è ampiamente diffusa nell'Indo-Pacifico. Segnalata anche nel mar Mediterraneo orientale, ove è giunta per migrazione lessepsiana dal mar Rosso.